# Untersteinbach (Pfedelbach)
Untersteinbach war bis zur Gemeindereform eine selbständige Gemeinde und ist seit dem 1. Januar 1972 ein Ortsteil der baden-württembergischen Gemeinde Pfedelbach im Hohenlohekreis.

## Geografie

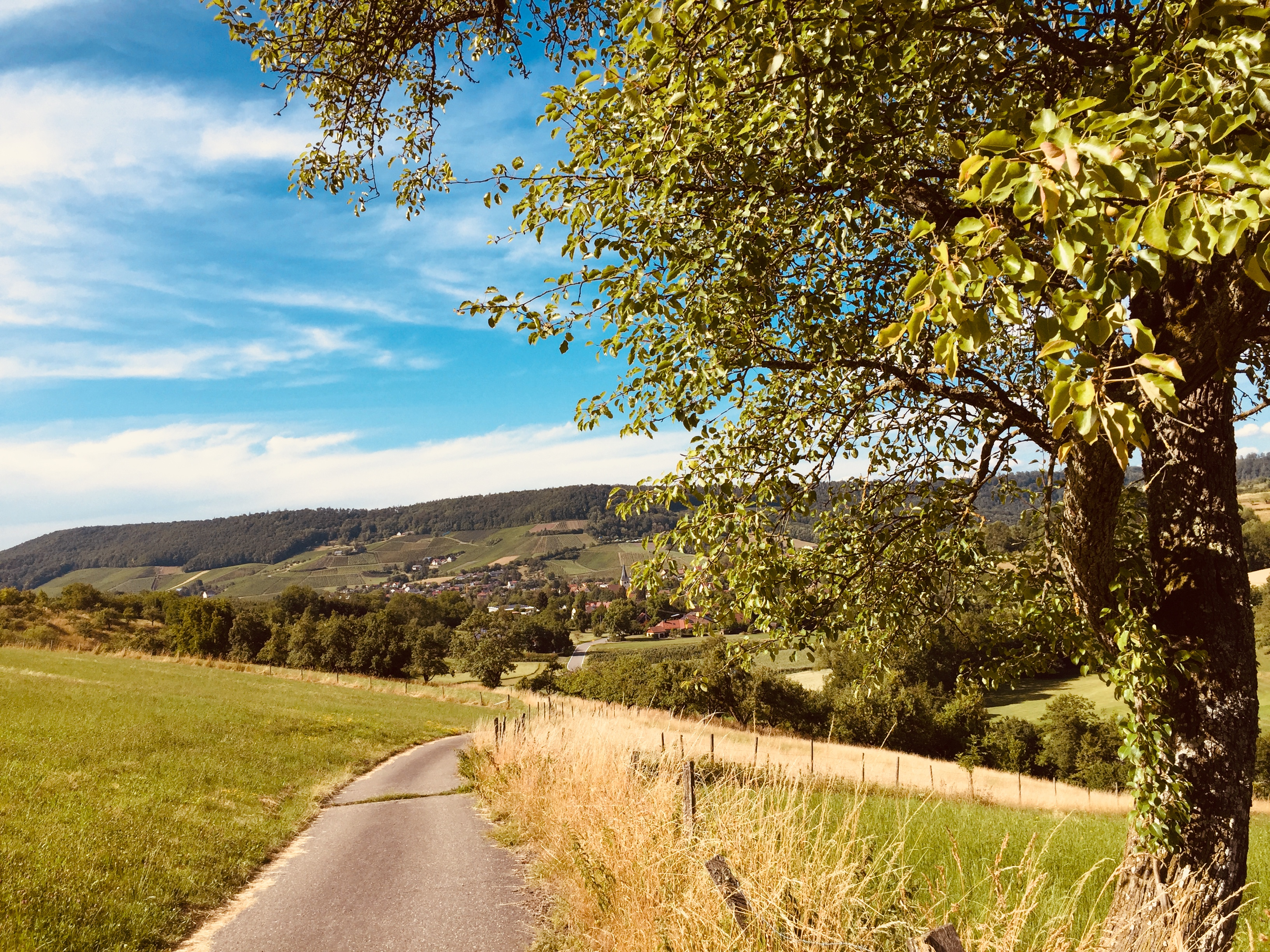
Blick auf Untersteinbach von Osten

### Lage
Untersteinbach liegt 6 km südöstlich von Pfedelbach vor und an einer durch den Zulauf des rechten Steinbachs zur oberen Ohrn im abwärtigen Teil des Hauptortes gebildeten Weitung des Flusstales und ist staatlich anerkannter Erholungsort.

### Gemeindegliederung
Es umfasst das Dorf Untersteinbach selbst, Bühl, Ohnholz, Floßholz, Schuppach, Heimathof (früher Heimaten), Kohlhof, Simonsberg und Mittelsteinbach.

## Geschichte
Es ist anzunehmen, dass Untersteinbach während der Rodungszeit des 11. oder 12. Jahrhunderts entstand. Erstmals findet es urkundliche Erwähnung im Jahre 1266 als Steinbach apud Oren. 1680 wurde das erste Schulhaus eingeweiht. Die höchstbesteuerten Gemeindemitglieder nahmen im Krisenjahr 1853 die Kinder aus sehr armen Familien in Kost, um den Kinderbettel abzustellen. Es wird berichtet, dass die Armut bei einigen Familien so groß war, dass die Kinder keine Schuhe im Winter besaßen und es ihnen an der allernotwendigsten Kleidung fehlte. 1889 wurde die erste Kleinkinderschule eingerichtet. Im Jahr 1935 konnte das Freibad eingeweiht werden. Seit 1967 besteht nur noch eine Grundschule. Die Hauptschüler besuchen seitdem die Creutzfelderschule in Pfedelbach. Am 1. Januar 1973 wurden die bis dahin zur Altgemeinde Geißelhardt gehörenden Weiler Heimaten und Schuppach nach Pfedelbach eingemeindet und damit der Ortschaft Untersteinbach zugeschlagen. Ebenfalls 1973 konnte der Kindergarten eingeweiht werden. Oberhalb der Sportanlagen und des Freibades befindet sich das Freizeitgelände des Sportkreises Ludwigsburg. Untersteinbach beheimatet ein AOK-Bildungszentrum und ist ein staatlich anerkannter Erholungsort. In Schuppach befand sich im 15. Jahrhundert eine Wallfahrtskapelle. Von 1919 bis 1927 war Pastor Ernst Hirzel Gemeindepfarrer, dessen Kinder Hans (1924–2006) und Susanne (1921–2012) hier zur Welt kamen. Sie wurden 1943 von Volksgerichts-Präsident Roland Freisler für ihre Teilnahme an der Flugblatt-Aktion der Widerstands-Gruppe Weiße Rose zu Gefängnisstrafen verurteilt.

### Kinderfest
Im Jahr 1830 fand das erste Kinderfest statt. Im Jahr 1912 wurde beschlossen, keine alkoholische Getränke mehr für Kinder auszuschenken. Seit 1981 wird das Kinderfest im zweijährigen Rhythmus in den ungeraden Jahren mit einem Festumzug gefeiert. Vom Ursprung her ist das Kinderfest ein kirchliches Fest. Die ganze Kirchengemeinde mit Harsberg, Gleichen, Obersteinbach und Büchelberg beteiligte sich an dem Fest. Als in diesen Ortschaften die Schulen aufgelöst wurden, wurde es immer schwerer, dort die Bürger zur Mithilfe zu gewinnen. Nur Harsberg und Gleichen feiern bis zum heutigen Tag mit.

## Politik

### Wappen

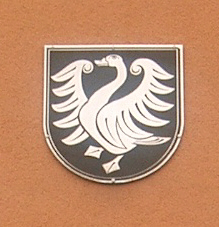
Das Wappen von Untersteinbach am ehemaligen Rathaus

Das ehemalige Gemeindewappen von Untersteinbach zeigt in Schwarz einen auffliegenden silbernen Schwan.
Die Wappendeutung lautet so: „Der auffliegende Schwan ist das Wappen der Herren von Krautheim, denen der Ort im 13. Jahrhundert gehörte. Die Farben Weiß und Schwarz sind die umgekehrten Farben des Hauses Hohenlohe, das später Besitzer des Ortes war.“ Das Schwan-Wappen wurde am 2. April 1957 durch das Innenministerium (Nr. IV, 31/27, Untersteinbach 1) verliehen. Bevor der Schwan zum Wappenvogel von Untersteinbach wurde, gab es für ihn nicht nur Zustimmung. „Hat nichts mit irgendwelcher Tradition zu tun“, hieß es von kompetenter Seite. Schon 1936 hatte sich Untersteinbach bemüht, ein Wappen zu bekommen. Es wurden sogenannte Faustskizzen vorgelegt. Eine davon zeigt ein schräges Wellenband und einen Leoparden. Ein anderer Wappenvorschlag sah so aus: Über einem gewellten blauen Schildfuß eine aus Steinen zusammengesetzte, mit drei Zinnen versehene weiße Mauer in rotem Feld. Aber: „Eine Entscheidung auf Vorschlag der Archivdirektion wurde damals wohl nicht getroffen“, ist in Stuttgart vermerkt.

### Ortschaftsrat
Die Ortschaft Untersteinbach verfügt über einen Ortschaftsrat mit insgesamt neun Mitgliedern. Manfred Metzger war von 1999 bis 2019 Ortsvorsteher. Seit 2019 ist Klaus Dürr Ortsvorsteher.

## Bauwerke
Die Ortsmitte ist bestimmt durch kleine Anwesen mit zum Teil gestelzten Seldnerhäuschen. Kleine bäuerliche Höfe und Seldnerhäuschen schließen sich an.
Im Mittelalter war die Kirche Zu unseren Lieben Frau Untersteinbach, 1368 erstmals erwähnt, Filial der Stiftskirche Öhringen, besaß aber nur den Rechtsstatus einer Kapelle. 1525 wurde aus der Kaplanei Untersteinbach eine eigene Pfarrei. Die alte Kapelle wurde 1623 bis 1625 von Baumeister Heinrich Schickhardt zur heutigen evangelischen Kirche umgebaut und vergrößert. Die einschiffige Kirche hat noch romanische Reste und ist mit West- und Nordempore, Gemälden an der Emporenbrüstung und im quadratischen Turmchor seit 1969 mit einem großen Chorfenster der Künstlerin Anna-Dorothea Kunz-Saile ausgestattet. Der Herrenkeller (unter der Turn- und Festhalle) ist von 1623. 1887/1888 wurde ein neues Schulhaus gebaut, in dem heute noch die Grundschule untergebracht ist. In den Jahren 1954 und 1955 wurde das ehemalige Bandhaus zu einer Turn- und Festhalle umgebaut. 2010 wurde die neugebaute Sporthalle Steinbacher Tal eingeweiht.

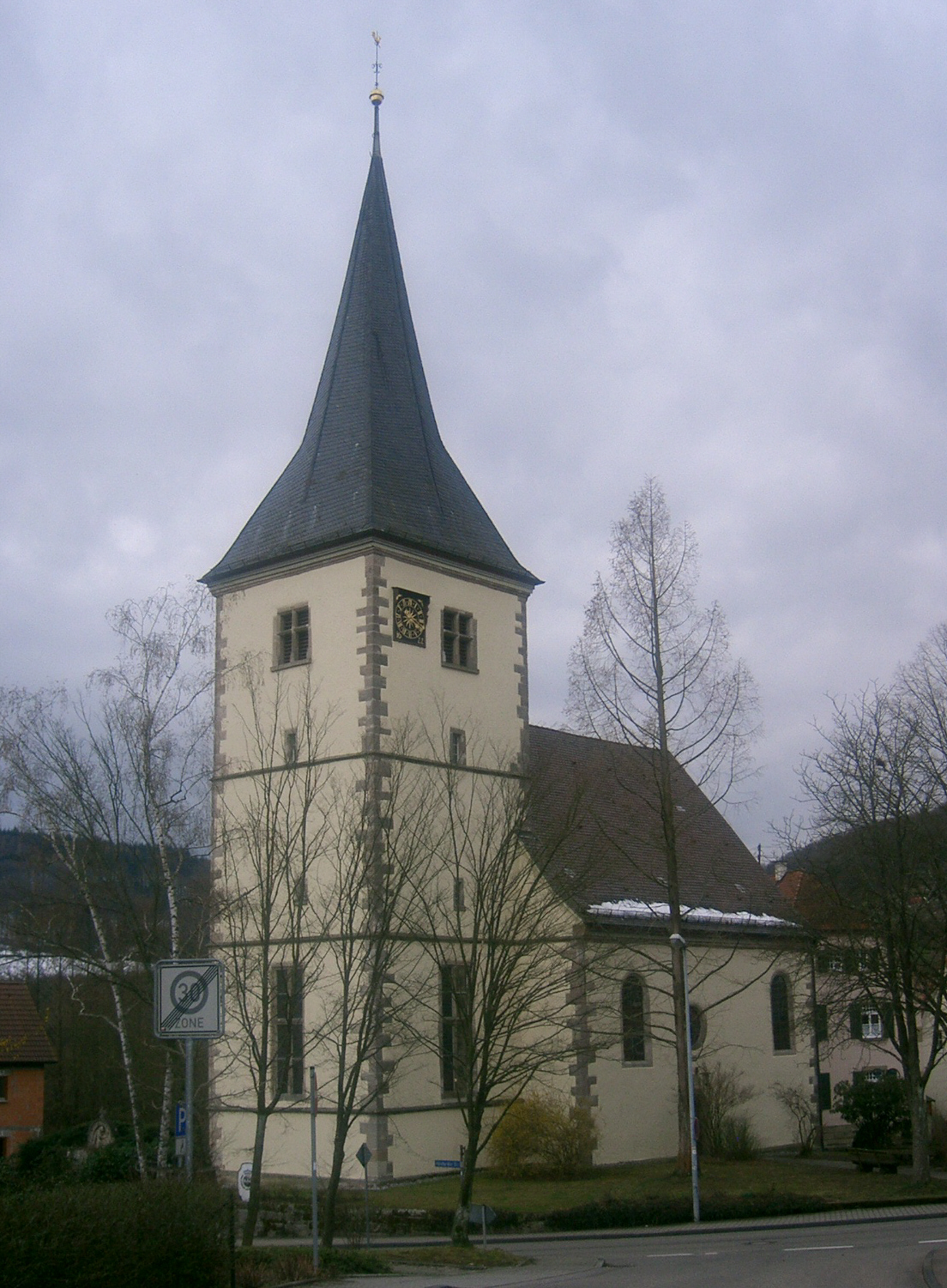
Die evangelische Kirche in Untersteinbach
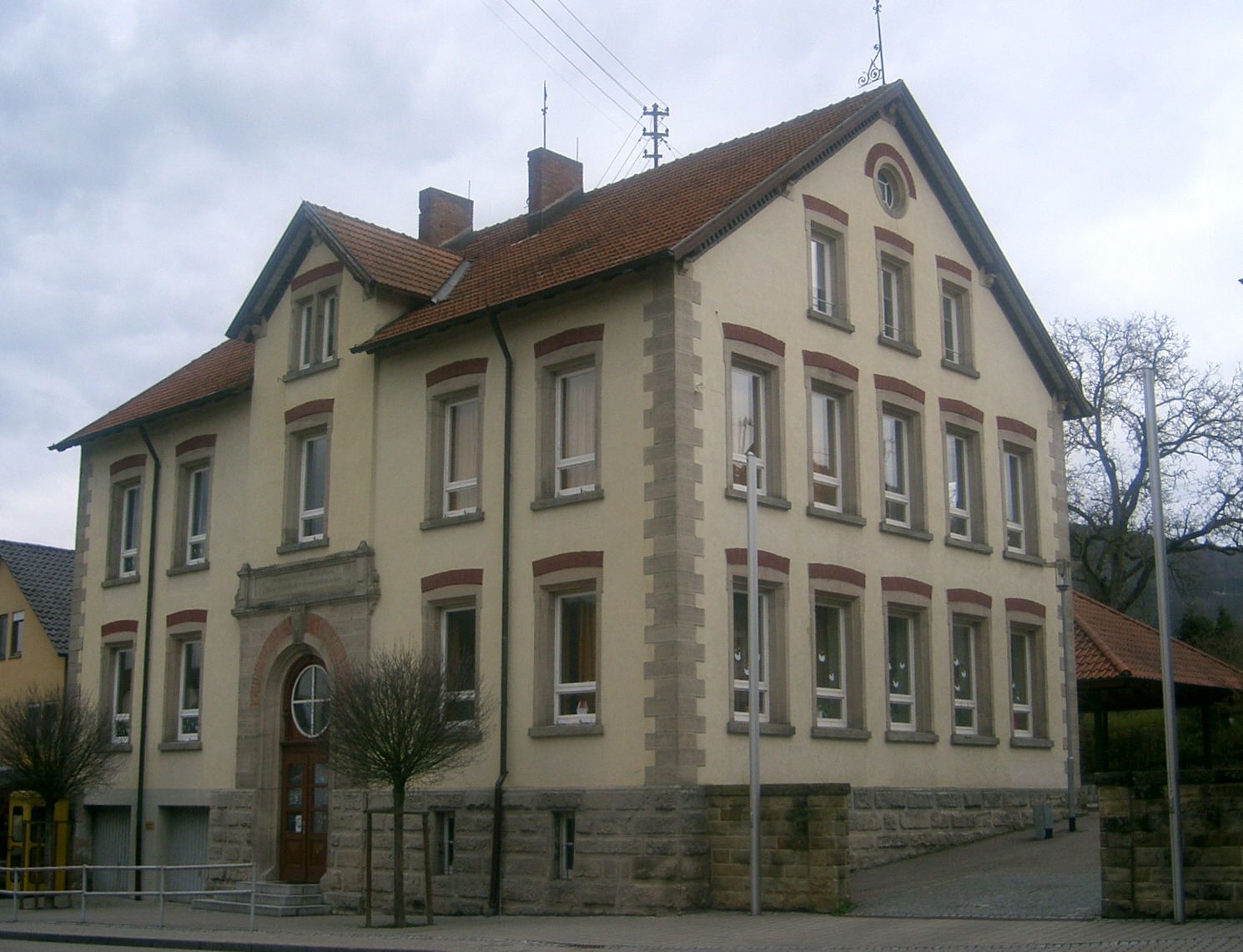
Das Schulhaus in Untersteinbach
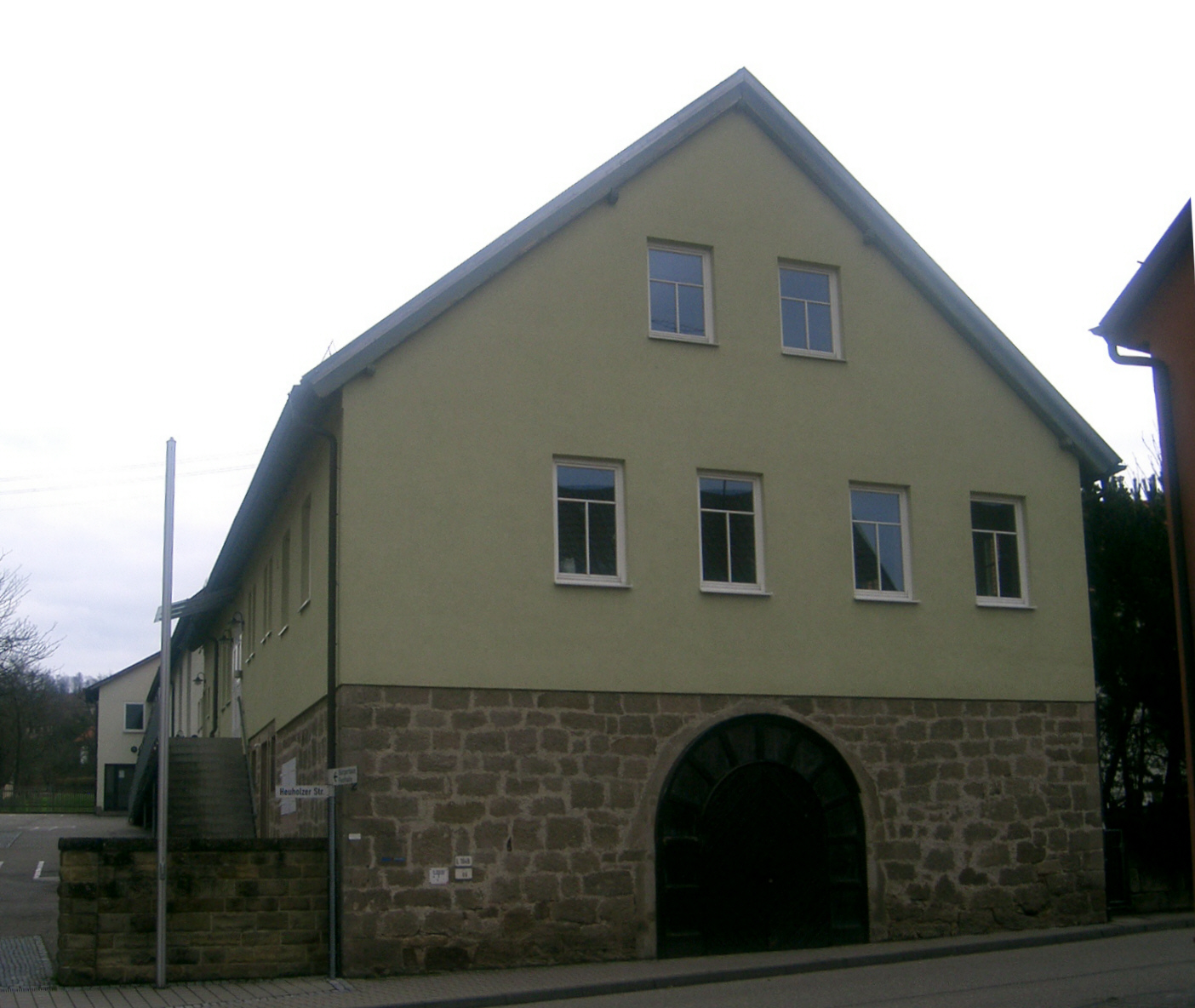
Die Turn- und Festhalle in Untersteinbach
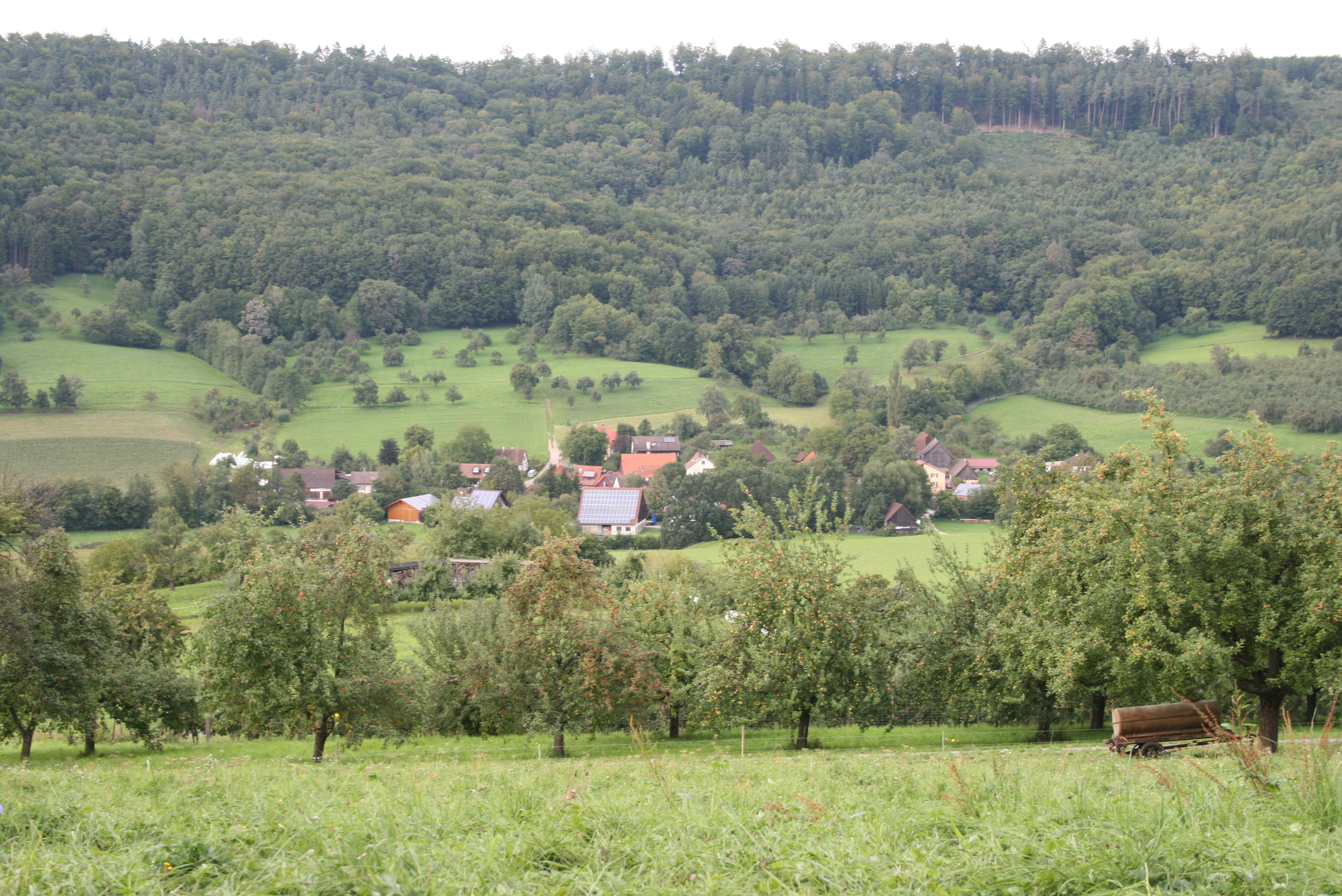
Blick auf Mittelsteinbach

### Museen
- Heimatmuseum in Untersteinbach im ehemaligen Rathaus.

## Sport und Freizeit
- Öffentliches Freibad (seit 1935)
- Campingplatz

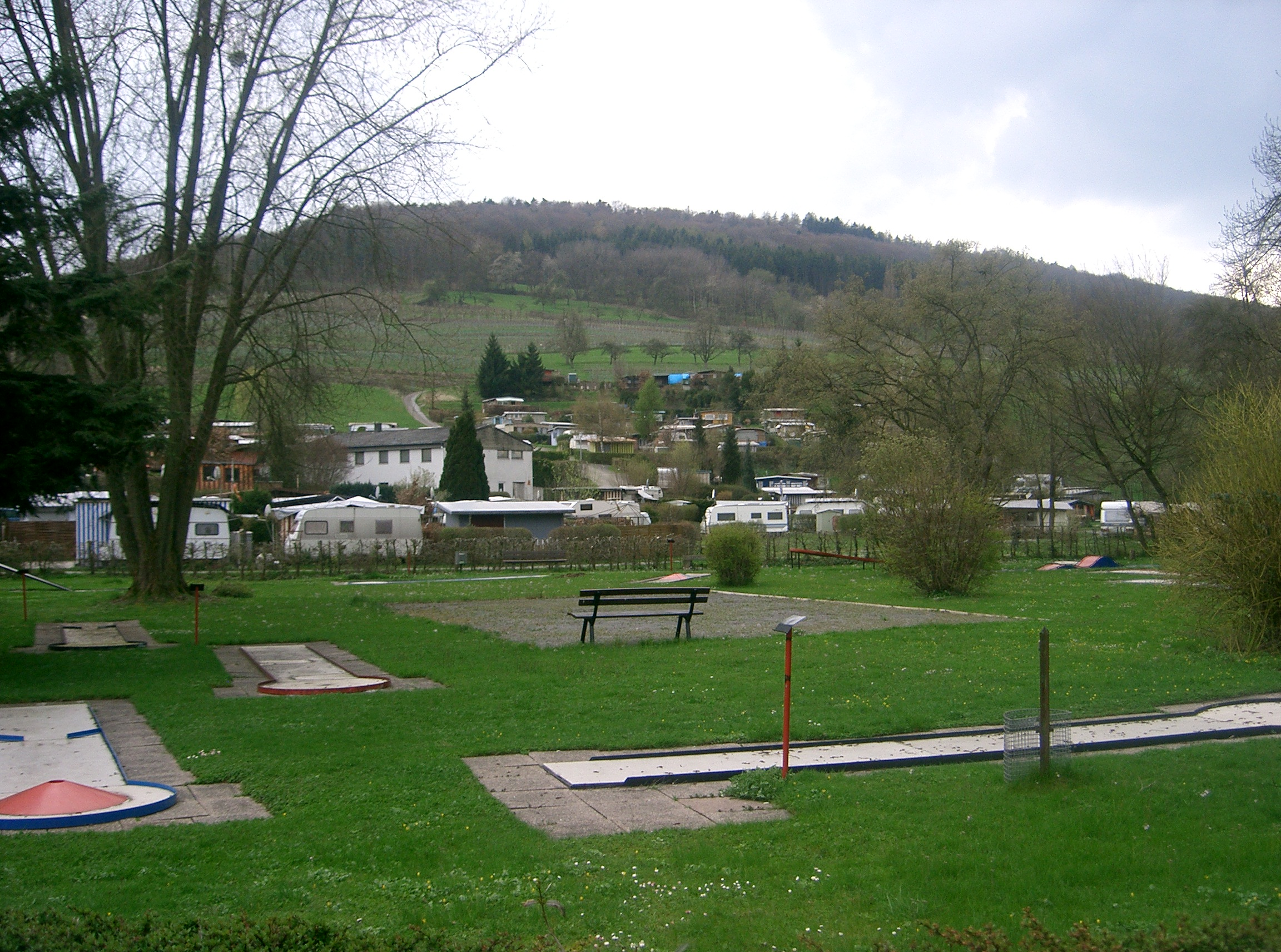
Der Campingplatz in Untersteinbach mit Minigolfanlage und Beachvolleyball-Spielfeld

- Sportanlage des TSV Untersteinbach mit zwei Rasenplätzen, Laufbahn und Kleinspielfeld
- Tennisplätze
- Minigolfplatz
- Beachvolleyball-Spielfeld
- Kneipp-Anlage
- Zeltlager Untersteinbach

## Wirtschaft und Infrastruktur
In Untersteinbach waren die Einrichtungen zur Deckung des täglichen Bedarfs mehrere Jahre nicht mehr vorhanden. Ein Lebensmittelmarkt, die Metzgerei und die letzte Gaststätte mussten 2019 schließen. Seit November 2021 gibt es mit Tante M (angelehnt an die Tante-Emma-Läden) einen Selbstbedienungsladen in der ehemaligen Volksbankfiliale. Er richtet sich gezielt an Ortschaften mit Einwohnerzahlen zwischen 1.000 und 4.000 und ermöglicht es den Kunden, Waren des täglichen Bedarfs wie Backwaren, Tiefkühlgemüse, Zahnpasta oder frische Eier aus der Region zu erwerben. Bezahlt wird an einem Terminal, es gibt keine Mitarbeiter im Laden. In der Ortsmitte, direkt an der Hauptstraße, befindet sich hingegen die einzige Gastwirtschaft Untersteinbachs. Handwerksbetriebe, Kindergarten und Grundschule sowie eine Außenstelle der Pfedelbacher Verwaltung sind anzutreffen. Obst- und Weinbau bilden den landwirtschaftlichen Schwerpunkt.

### Pflege und Bildung
Aufgrund der räumlichen Lage und der Anerkennung als Erholungsort sind in Untersteinbach mehrere Einrichtungen der Bildung und Pflege angesiedelt. Neben den Alten- und Pflegeheimen besteht seit 1976 das Haus Schönblick, eine gemeinnützige Einrichtung für Menschen, die chronisch psychisch krank sind. Die Anlage wurde 2006 um eine gerontopsychiatrische Abteilung erweitert.
Im Jahre 1972 wurde das Schulungszentrum des AOK-Landesverbandes Baden-Württemberg seiner Bestimmung übergeben. Jährlich werden über 750 Aus- und Fortzubildende in mehreren Lehrgangsabschnitten von vier haupt- und über 100 nebenamtlichen Lehrkräften für die Praxis anforderungsgerecht qualifiziert. Mit dem Schulungszentrum werden darüber hinaus über 800 Beschäftigte der Ortskrankenkassen weitergebildet. Delegationen aus den anderen Bundesländern, aber auch aus Afrika und Asien sowie von Übersee waren schon zu Gast, um sich über die Gesundheitspolitik, die soziale Sicherung in der Bundesrepublik und die Bildungseinrichtung zu informieren. Der gesamte Bedarf der Einrichtung führt zu über 30.000 jährlichen Übernachtungen, von denen etwa ein Drittel von Gasthöfen und privaten Zimmervermietern übernommen werden.

### Verkehr
Untersteinbach liegt an der Landesstraße 1049 von Öhringen nach Mainhardt und ist über den Nahverkehr Hohenlohe in Form von Bussen an die Stadtbahn angeschlossen.

## Bekannte Söhne und Töchter der Gemeinde
- Helmut Röhm (1913–2000), Natur- und Agrarwissenschaftler, Hochschullehrer in Hohenheim
- Susanne Hirzel (1921–2012), Freundin von Sophie Scholl, Mitglied der Widerstandsgruppe „Weiße Rose“.
- Hans Hirzel  (1924–2006), Mitglied der Widerstandsgruppe „Weiße Rose“, Politiker und Journalist